# باربل اینهلدر
باربل اینهلدر (به آلمانی: Bärbel Inhelder) (زاده ۱۵ آوریل ۱۹۱۳ - درگذشته ۱۷ فوریه ۱۹۹۷) بانوی روانشناس سوئیسی، معروف‌ترین همکار ژان پیاژه بود.

## زندگی‌نامه
اینهلدر در ۱۵ آوریل ۱۹۱۳ در سنت گالن سوئیس متولد شد و در سال ۱۹۳۲ به ژنو رفت، او در دانشگاه ژنو موسسه ژان ژاک روسو درس خواند. او در ۱۹۳۵ لیسانس خود و دکترای روانشناسی خود را در ۱۹۴۳ گرفت.
وی تا زمان بازنشستگی در سال ۱۹۸۳ در دانشگاه ژنو کار می‌کرد، او با ژان پیاژه در کار تجربی وی در راستای رشد کودک همکاری کرد. همکاری این دو با پایان‌نامه اینهلدر در حفاظت از کودکان آغاز شد و حدود ۵۰ سال ادامه داشت.
بسیاری از نشریات مشترک آن‌ها عبارت است از: رشد تفکر منطقی را از دوران کودکی به نوجوانی (۱۹۵۸)، روانشناسی کودک (۱۹۶۶) و درک کودک از فضا (۱۹۶۷) است.
اینهلدر در ۱۷ فوریه ۱۹۹۷ در سن ۸۳ سالگی درگذشت.